# LIS1
LIS1 (eng. lissencephaly 1 protein) bjelančevina je koja ima raznovrsne funkcije u ljudskom organizmu, među kojima se ističu citoplazmatska regulacija mikrotubularnog sustava putem interakcija s dineinom te kontrola procesa neuralne migracije i stanične diobe. Može se pronaći i pod nazivom PAFAH1B1 (eng. platelet activating factor acetylhydrolase 1B), s obzirom na to da sudjeluje i u izgradnji istoimenog kompleksa uključenog u proces usmjeravanja neuralnih stanica prilikom moždanog razvoja.

## Struktura
LIS1 protein relativno je male veličine, sastavljen od 410 aminokiselina i molekulske mase približno 46,64 kDa. Sastavni dio genetske podloge čine ponavljajuće WD40 jedinice, od kojih svaka kodira četiri beta-ploče. Osnovna struktura proteina LIS1 podrazumijeva cirkularni kompleks sastavljen od brojnih beta nabranih ploča, poznat pod nazivom beta 1, dok se na N-terminalnom dijelu proteina nalaze dvije alfa-uzvojnice (alfa 1 i alfa 2) koje strše izvan cirkularnog kompleksa. Beta 1 domena strukturni je dio proteina LIS1, dok  su alfa 1 i alfa 2 katalitičke domene koje sudjeluju u interakcijama s brojnim drugim proteinima (npr. s dineinom), ali i s istovrsnim proteinima LIS1 (primjer formiranja homodimera). LIS1 ima značajnu tendenciju stvaranja homomera, najčešće dimera i u manjoj mjeri trimera. Stvaranje homomera LIS1 elektrostatske je prirode: značajna je interakcija alfa 1 podjedinica LIS1 proteina („alfa 1-alfa 1” interakcije) koje ostvaruju vezu između proteina, dok interakcije alfa 2 podjedinica („alfa 2-alfa 2” interakcije) dodatno stabiliziraju homomer. Za utvrđivanje prethodno opisane strukture, najboljom metodom pokazala se rendgenska kristalografija (eng. X-ray crystallography), koja je pružila uvid u podjedinične komponente proteina s visokom rezolucijom. U novije vrijeme, koristi se i kriogena inačica elektronske mikroskopije, a sve se više razvijaju i računalne metode strukturnih predviđanja, među kojima se ističe program AlphaFold (baziran na umjetnoj inteligenciji).

## Lokalizacija
LIS1 citoplazmatski je protein smješten u području oko centrosoma i mikrotubulnog organizacijskog centra. Njegova prisutnost omogućuje izravnu interakciju s mikrotubulima i drugim komponentama citoskeleta, čime pridonosi pravilnom pozicioniranju staničnih organela i regulaciji unutarstaničnog transporta. Nalazi se i u blizini membrane jezgre, gdje ima ulogu u regulaciji mitoze (segregacije kromosoma) i migracije stanica.

## Funkcija
LIS1 ima ključnu ulogu u razvoju mozga, osobito u regulaciji migracije neurona tijekom embriogeneze. Iako je prvotno identificiran kao podjedinica enzima PAFAH (eng. platelet-activating factor acetylhydrolase), njegova najvažnija biološka funkcija povezana je s regulacijom aktivnosti citoplazmatskog proteina dineina, molekularnog motora koji prenosi stanične komponente duž mikrotubula.
Funkcija LIS1 ključna je za pravilnu lokalizaciju stanične jezgre i organela, orijentaciju mitotskog vretena te omogućuje migraciju neurona iz mjesta nastanka prema korteksu. LIS1 regulira dinein tako da stabilizira njegovu vezu s mikrotubulima i povećava učinkovitost transporta tereta unutar stanice. U neuronskim progenitorskim stanicama, LIS1 omogućuje pravilno pozicioniranje i migraciju, čime doprinosi stvaranju slojeva moždane kore.

### Interakcija s dineinom
LIS1 izravno utječe na funkciju dineina stabilizirajući njegovu vezu s mikrotubulima. Ostvarujući svoju primarnu ulogu, LIS1 se veže na dinein u trenucima kada dinein prelazi iz autoinhibiranog (tzv. „phi“) oblika u otvorenu, aktivnu konformaciju. Tako LIS1 stabilizira dinein u aktivnom stanju, sprječavajući njegovo vraćanje u inhibirano stanje i omogućuje kretanje tereta. Pritom se LIS1 kratko zadržava na dineinu, sve dok ne dođe do vezanja kompleksa dinein-dinaktin-teret adapter, nakon čega LIS1 disocira.

### Interakcije s drugim proteinima
Interakcija LIS1 s dineinom nije izolirana, već uključuje i proteine NDEL1 i NDE1, koji djeluju kao most između LIS1 i dineina. Ovi se proteini vežu za dineinsku podjedinicu DIC (eng. dynein intermediate chain) i pozicioniraju LIS1 u blizini njegove motorne domene. Fosforilacija NDEL1 i NDE1 pomoću Cdk5 kinaze, koja se aktivira signalizacijom puta Reelin, dodatno regulira njihovu sposobnost vezanja. Fosforilirani NDEL1 ima smanjeni afinitet za LIS1, što omogućuje kontrolu vezanja i odvezivanja LIS1 s dineina i preciznu kontrolu migracije neurona. Reelin signalizacija ključna je za pravilnu migraciju neurona u korteksu. Reelin aktivira kaskadu preko proteina DAB1, što dovodi do aktivacije Cdk5. Ova signalizacija kontrolira fosforilaciju NDEL1, a time i dinamiku interakcije LIS1–dinein. Reelin na taj način ne samo da određuje pravac migracije neurona, već i regulira trenutak i mjesto vezanja LIS1 za dinein, čime koordinira cjelokupnu staničnu migraciju.

### Metode ispitivanja funkcije
Funkcija proteina LIS1 može se utvrđivati kombinacijom strukturnih, biofizikalnih i genetičkih pristupa. Strukturne metode, među kojima se ističe krio-elektronska mikroskopija (eng. cryo-EM), omogućuju definiranje interakcijske dinamike s drugim proteinima (npr. dinein i NDE1). Biofizikalne metode omogućile su razumijevanje regulacijskih mehanizama u koje je protein LIS1 uključen (npr. kontrola dineina uslijed orijentacije diobenog vretena tijekom mitoze). Manipulacijama gena LIS1 na životinjskim je modelima potvrđena neophodnost istoimenog eksprimiranog proteina za optimalan razvoj jedinke i njeno preživljenje.

## Patologija

### Lizencefalija
Lizencefalija je naziv za skup neuroloških poremećaja čija je glavna klinička manifestacija potpuni ili djelomični nedostatak vijuga moždanog korteksa. Patološke karakteristike stoga podrazumijevaju pojavu glatke površine mozga, ali i abnormalnosti u debljini i broju slojeva moždane kore. Postoji više oblika lizencefalije, a najzastupljeniji je klasični tip (tip 1), uz čiju je patogenezu identificiran velik broj gena. Preko 60% pacijenata s ovim oblikom bolesti ima mutacije upravo u genu LIS1, koji kodira istoimeni protein. Delecije ovoga gena uzrokuju nedostatak proteina LIS1, čime se poremeti mikrotubularna dinamika tijekom neuralne migracije u embrionalnom razvoju. U normalnim uvjetima, protein LIS1 postiže ispravno vezanje i interakciju s motornim proteinom dineinom te se ostvari pravilno kretanje neurona iz ventrikularnog područja prema pijalnoj površini. U slučaju lizencefalije, migracija je nepotpuna, dolazi do pogrešnog uslojavanja i deorganizacije korteksa. Posljedično, pacijenti imaju smanjene kognitivne funkcije, epileptične napade i razvojne zastoje te je životni vijek smanjen (smrt često nastupa već u ranom djetinjstvu).

### Ostale bolesti
Istraživanja su pokazala i mogućnost uključenosti proteina LIS1 u regulaciju normalnog, ali i malignog hematopoetskog razvoja. U miševima je gubitak ovog gena uzrokovao razvoj embrija s deficitom krvnih stanica i nemogućnošću kontrole ekspanzije hematopoetskih matičnih stanica. Nadalje, delecija gena LIS1 spriječila je napredovanje mijeloidne leukemije u mišjim modelima i dovela do poboljšanja u preživljenju.
U mišjim je modelima identificirana i povezanost gubitka gena LIS1 u hepatocitima s poticajem aktivacije upale i nakupljanja lipida. Osim poremećaja lipidnog metabolizma, zabilježeno je i ubrzanje tumorigeneze jetre.